# Volume 8: The Threat Is Real
Volume 8: The Threat is Real! és el vuitè àlbum d'estudi del grup americà de thrash metal Anthrax. Va ser publicat el juliol de 1998 per Ignition Records. El grup i Paul Crook el va produir, i s'inclou el single "Inside Out". Es van vendre també els següents singles: "Crush", "P & V" i "Born Again Idiot". Volume 8: The Threat Is Real només va arribar al lloc #122 de la Billboard 200. La cançó Crush apareix en el videojoc ATV Offroad Fury per Playstation 2 i en la banda sonora.

## Llista de cançons
- Totes les cançons escrites per Frank Bello, Charlie Benante, John Bush, Scott Ian, excepte les indicades.

1. "Crush" (John Bush, Scott Ian, Charlie Benante) – 4:21
2. "Catharsis" (Bush, Ian, Benante, Bello) – 4:53
3. "Inside Out" (Bush, Ian, Benante) – 5:31
4. "P & V" (Bush, Ian, Benante) – 3:12
5. "604" (Bush, Ian, Benante) – 0:35
6. "Toast to the Extras" (Bush, Ian, Benante) – 4:24
7. "Born Again Idiot" (Bush, Ian, Benante) – 4:17
8. "Killing Box" (Bush, Ian, Benante) – 3:37
9. "Harms Way" (Bush, Ian, Benante) – 5:13
10. "Hog Tied" (Bush, Ian, Benante) – 4:36
11. "Big Fat" (Bush, Ian, Benante) – 6:01
12. "Cupajoe" (Bush, Ian, Benante) – 0:46
13. "Alpha Male" (Bush, Ian, Benante) – 3:05
14. "Stealing from a Thief" + "Pieces" (bonus track) (Bush, Ian, Benante) – 13:02

### edició britànica
1. "Crush" (Bush, Ian, Benante) – 4:21
2. "Catharsis" (Bush, Ian, Benante, Bello) – 4:53
3. "Inside Out" (Bush, Ian, Benante) – 5:31
4. "Piss 'n' Vinegar" (Bush, Ian, Benante) – 3:12
5. "604" (Bush, Ian, Benante) – 0:35
6. "Toast to the Extras" (Bush, Ian, Benante) – 4:24
7. "Born Again Idiot" (Bush, Ian, Benante) – 4:17
8. "Killing Box" (Bush, Ian, Benante) – 3:37
9. "Harms Way" (Bush, Ian, Benante) – 5:13
10. "Hog Tied" (Bush, Ian, Benante) – 4:36
11. "Big Fat" (Bush, Ian, Benante) – 6:01
12. "Cupajoe" (Bush, Ian, Benante) – 0:46
13. "Alpha Male" (Bush, Ian, Benante) – 3:05
14. "Stealing from a Thief" (Bush, Ian, Benante) – 5:30
15. "Pieces" – 4:59

### cançons extra
1. "Giving the Horns" (Bush, Ian, Benante) – 3:34
2. "The Bends" (Radiohead cover) (Jonny Greenwood, Colin Greenwood, Ed O'Brien, Phil Selway, Thom Yorke) – 3:52
3. "Snap/I'd Rather Be Sleeping" (Dirty Rotten Imbeciles cover) (Kurt Brecht, Spike Cassidy, John Menor, Eric Brecht) – 2:14

## Personal
- John Bush – Cantant
- Scott Ian – Guitarra rítmica, veu de fons
- Frank Bello – Baix, veu de fons
- Charlie Benante – Bateria

### Músics convidats
- Phil Anselmo – Backing vocals on "Killing Box"
- Dimebag Darrell – Lead Guitar on "Inside Out" and "Born Again Idiot"
- Paul Crook - Lead Guitar on "Big Fat","Hog Tied","Killing Box" And "Stealing From A Thief"